# Troisième circonscription du Puy-de-Dôme
La troisième circonscription du Puy-de-Dôme, appelée Clermont Montagne est l'une des cinq circonscriptions législatives françaises que compte le département du Puy-de-Dôme situé en région Auvergne-Rhône-Alpes.

## Description géographique et démographique

### De 1958 à 1986
Le découpage des circonscriptions paraît dans le Journal officiel du 14 octobre 1958.
(Ordonnance n° 58-945)
La troisième circonscription est composée des cantons suivants : 
- Canton d'Ardes
- Canton de Besse-en-Chandesse
- Canton de Champeix
- Canton d'Issoire
- Canton de Jumeaux
- Canton de La Tour-d'Auvergne
- Canton de Saint-Germain-Lembron
- Canton de Tauves
- Canton de Veyre-Monton
- Canton de Vic-le-Comte

### De 1988 à 2010
La troisième circonscription était composée des cantons suivants : 
- Canton de Beaumont
- Canton de Bourg-Lastic
- Canton de Chamalières
- Canton de Clermont-Ferrand-Ouest
- Canton de Clermont-Ferrand-Sud-Ouest
- Canton d'Herment
- Canton de Rochefort-Montagne
- Canton de Royat
- Canton de Saint-Amant-Tallende

### À partir de 2010
La loi du 23 février 2010 ratifie l'ordonnance du 29 juillet 2009, laquelle détermine la répartition des sièges et la délimitation des circonscriptions pour l'élection des députés. Elle implique un redécoupage de la circonscription, avec l'arrivée de nouveaux cantons et le départ d'autres.
La troisième circonscription du Puy-de-Dôme regroupe dorénavant les divisions administratives suivantes : 
- Canton de Besse-et-Saint-Anastaise
- Canton de Beaumont
- Canton de Chamalières
- Canton de Champeix
- Canton de Clermont-Ferrand-Ouest
- Canton de Clermont-Ferrand-Sud-Ouest
- Canton de Rochefort-Montagne
- Canton de Royat
- Canton de Saint-Amant-Tallende
- Canton de Tauves
- Canton de La Tour-d'Auvergne.

D'après le recensement général de la population en 1999, réalisé par l'Institut national de la statistique et des études économiques (INSEE), la population totale de cette circonscription est estimée à 104 028 habitants,

## Historique des députations
| Législature | Début de mandat | Fin de mandat  | Député                    | Parti politique | Observations                                                                           |
| ----------- | --------------- | -------------- | ------------------------- | --------------- | -------------------------------------------------------------------------------------- |
| IXe         | 23 juin 1988    | 1er avril 1993 | Valéry Giscard d'Estaing, | UDF,            |                                                                                        |
| Xe          | 2 avril 1993    | 21 avril 1997  | Valéry Giscard d'Estaing, | UDF,            | Mandat écourté à la suite d'une dissolution parlementaire décidée par Jacques Chirac.  |
| XIe         | 12 juin 1997    | 18 juin 2002   | Valéry Giscard d'Estaing, | UDF,            |                                                                                        |
| XIIe        | 19 juin 2002    | 19 juin 2007   | Louis Giscard d'Estaing,  | UMP,            |                                                                                        |
| XIIIe       | 20 juin 2007    | 19 juin 2012   | Louis Giscard d'Estaing,  | UMP,            |                                                                                        |
| XIVe        | 20 juin 2012    | 20 juin 2017   | Danielle Auroi            | EELV            |                                                                                        |
| XVe         | 21 juin 2017    | 21 juin 2022   | Laurence Vichnievsky,     | LREM-MODEM,     |                                                                                        |
| XVIe        | 22 juin 2022    | 9 juin 2024    | Laurence Vichnievsky      | LREM-MODEM      | Mandat écourté à la suite d'une dissolution parlementaire décidée par Emmanuel Macron. |
| XVIIe       | 8 juillet 2024  | En cours       | Nicolas Bonnet            | LÉ              |                                                                                        |

## Historique des élections

### Élections de 1958
| Candidat       | Candidat            | Parti          | Premier tour | Premier tour | Second tour | Second tour |  |
| Candidat       | Candidat            | Parti          | Voix         | %            | Voix        | %           |  |
| -------------- | ------------------- | -------------- | ------------ | ------------ | ----------- | ----------- |  |
|                | Paul Godonnèche élu | CNIP           | 14 118       | 41,26        | 19 519      | 55,79       |  |
|                | Roger Fournier      | SFIO           | 10 574       | 30,9         | 11 657      | 33,32       |  |
|                | Pierre Bot          | PCF            | 4 253        | 12,43        | 3 811       | 10,89       |  |
|                | Pierre Soisson      | CR             | 3 723        | 10,88        | Retrait     | Retrait     |  |
|                | Pierre Reveret      | UFF            | 1 552        | 4,54         |             |             |  |
|                |                     |                |              |              |             |             |  |
| Inscrits       | Inscrits            | Inscrits       | 49 462       | 100,00       | 49 526      | 100,00      |  |
| Abstentions    | Abstentions         | Abstentions    | 14 650       | 29,62        | 14 069      | 28,41       |  |
| Votants        | Votants             | Votants        | 34 812       | 70,38        | 35 457      | 71,59       |  |
| Blancs et nuls | Blancs et nuls      | Blancs et nuls | 592          | 1,7          | 470         | 1,33        |  |
| Exprimés       | Exprimés            | Exprimés       | 34 220       | 98,3         | 34 987      | 98,67       |  |

Le suppléant de Paul Godonnèche était Raoul Mazet, maire de Sauxillanges.

### Élections de 1962
| Candidat       | Candidat                | Parti          | Premier tour | Premier tour | Second tour | Second tour |  |
| Candidat       | Candidat                | Parti          | Voix         | %            | Voix        | %           |  |
| -------------- | ----------------------- | -------------- | ------------ | ------------ | ----------- | ----------- |  |
|                | Paul Godonnèche sortant | CNIP           | 9 074        | 31,63        | 14 402      | 44,43       |  |
|                | Joseph Planeix élu      | SFIO           | 8 036        | 28,01        | 18 010      | 55,57       |  |
|                | Alfred Pipet            | Radsoc         | 6 107        | 21,29        | Retrait     | Retrait     |  |
|                | Edmond Fabre            | PCF            | 4 110        | 14,33        | Retrait     | Retrait     |  |
|                | Raymond Guillaneuf      | PSU            | 1 359        | 4,74         |             |             |  |
|                |                         |                |              |              |             |             |  |
| Inscrits       | Inscrits                | Inscrits       | 49 120       | 100,00       | 49 213      | 100,00      |  |
| Abstentions    | Abstentions             | Abstentions    | 19 187       | 39,06        | 15 799      | 32,1        |  |
| Votants        | Votants                 | Votants        | 29 933       | 60,94        | 33 414      | 67,9        |  |
| Blancs et nuls | Blancs et nuls          | Blancs et nuls | 1 247        | 4,17         | 1 002       | 3           |  |
| Exprimés       | Exprimés                | Exprimés       | 28 686       | 95,83        | 32 412      | 97          |  |

Le suppléant de Joseph Planeix était Pierre Bouchaudy, docteur en médecine, conseiller général du canton de Tauves.

### Élections de 1967
| Candidat       | Candidat                     | Parti          | Premier tour | Premier tour | Second tour | Second tour |  |
| Candidat       | Candidat                     | Parti          | Voix         | %            | Voix        | %           |  |
| -------------- | ---------------------------- | -------------- | ------------ | ------------ | ----------- | ----------- |  |
|                | Joseph Planeix sortant réélu | FGDS (SFIO)    | 16 562       | 44,33        | 23 085      | 61,69       |  |
|                | Jean Grolier                 | RI             | 11 552       | 30,92        | 14 337      | 38,31       |  |
|                | Edmond Fabre                 | PCF            | 4 913        | 13,15        | Retrait     | Retrait     |  |
|                | Pierre Soisson               | CD (PDM)       | 3 127        | 8,37         |             |             |  |
|                | Serge Lesbre                 | PSU            | 1 203        | 3,22         |             |             |  |
|                |                              |                |              |              |             |             |  |
| Inscrits       | Inscrits                     | Inscrits       | 49 384       | 100,00       | 49 377      | 100,00      |  |
| Abstentions    | Abstentions                  | Abstentions    | 11 488       | 23,26        | 11 362      | 23,01       |  |
| Votants        | Votants                      | Votants        | 37 896       | 76,74        | 38 015      | 76,99       |  |
| Blancs et nuls | Blancs et nuls               | Blancs et nuls | 539          | 1,42         | 593         | 1,56        |  |
| Exprimés       | Exprimés                     | Exprimés       | 37 357       | 98,58        | 37 422      | 98,44       |  |

Le suppléant de Joseph Planeix était Pierre Bouchaudy.

### Élections de 1968
| Candidat       | Candidat                     | Parti          | Premier tour | Premier tour | Second tour | Second tour |  |
| Candidat       | Candidat                     | Parti          | Voix         | %            | Voix        | %           |  |
| -------------- | ---------------------------- | -------------- | ------------ | ------------ | ----------- | ----------- |  |
|                | Joseph Planeix sortant réélu | FGDS (SFIO)    | 13 647       | 36,58        | 19 466      | 51,83       |  |
|                | Jean Grolier                 | RI (URP)       | 10 441       | 27,99        | 18 092      | 48,17       |  |
|                | Bernard Jayot                | UDR            | 5 456        | 14,63        | Retrait     | Retrait     |  |
|                | Henri Teilhol                | PCF            | 4 430        | 11,88        |             |             |  |
|                | Albert Picard                | CD (PDM)       | 1 811        | 4,85         |             |             |  |
|                | Serge Lesbre                 | PSU            | 1 518        | 4,07         |             |             |  |
|                |                              |                |              |              |             |             |  |
| Inscrits       | Inscrits                     | Inscrits       | 49 398       | 100,00       | 49 355      | 100,00      |  |
| Abstentions    | Abstentions                  | Abstentions    | 11 714       | 23,71        | 11 449      | 23,2        |  |
| Votants        | Votants                      | Votants        | 37 684       | 76,29        | 37 906      | 76,8        |  |
| Blancs et nuls | Blancs et nuls               | Blancs et nuls | 381          | 1,01         | 348         | 0,92        |  |
| Exprimés       | Exprimés                     | Exprimés       | 37 303       | 98,99        | 37 558      | 99,08       |  |

Le suppléant de Joseph Planeix était Pierre Bouchaudy.

### Élections de 1973
| Candidat       | Candidat                     | Parti          | Premier tour | Premier tour | Second tour | Second tour |  |
| Candidat       | Candidat                     | Parti          | Voix         | %            | Voix        | %           |  |
| -------------- | ---------------------------- | -------------- | ------------ | ------------ | ----------- | ----------- |  |
|                | Joseph Planeix sortant réélu | PS (UGSD)      | 15 821       | 39,48        | 23 766      | 58,13       |  |
|                | Jean Grolier                 | RI (URP)       | 12 504       | 31,21        | 17 119      | 41,87       |  |
|                | Simone Rinaldi               | PCF            | 6 225        | 15,54        | Retrait     | Retrait     |  |
|                | Yves Dousset                 | CD (MR)        | 4 183        | 10,44        |             |             |  |
|                | Marie-Christine Bourry       | LO             | 1 336        | 3,33         |             |             |  |
|                |                              |                |              |              |             |             |  |
| Inscrits       | Inscrits                     | Inscrits       | 52 128       | 100,00       | 52 113      | 100,00      |  |
| Abstentions    | Abstentions                  | Abstentions    | 11 415       | 21,9         | 10 288      | 19,74       |  |
| Votants        | Votants                      | Votants        | 40 713       | 78,1         | 41 825      | 80,26       |  |
| Blancs et nuls | Blancs et nuls               | Blancs et nuls | 644          | 1,58         | 940         | 2,25        |  |
| Exprimés       | Exprimés                     | Exprimés       | 40 069       | 98,42        | 40 885      | 97,75       |  |

Le suppléant de Joseph Planeix était Pierre Bouchaudy.

### Élections de 1978
| Candidat       | Candidat              | Parti          | Premier tour | Premier tour | Second tour | Second tour |  |
| Candidat       | Candidat              | Parti          | Voix         | %            | Voix        | %           |  |
| -------------- | --------------------- | -------------- | ------------ | ------------ | ----------- | ----------- |  |
|                | Jacques Lavédrine élu | PS             | 16 703       | 33,68        | 29 242      | 57,24       |  |
|                | Jean Grolier          | UDF (PR)       | 9 505        | 19,16        | 21 845      | 42,76       |  |
|                | Daniel Mialon         | PCF            | 8 549        | 17,24        | Retrait     | Retrait     |  |
|                | Marcel Astruc         | RPR            | 7 739        | 15,6         | Retrait     | Retrait     |  |
|                | Robert Verdier        | Divers droite  | 3 907        | 7,88         |             |             |  |
|                | Roland Simonet        | LO             | 1 098        | 2,21         |             |             |  |
|                | André Masson          | PSU (FA)       | 1 088        | 2,19         |             |             |  |
|                | Gilles Gardy          | MRG            | 1 006        | 2,03         |             |             |  |
|                | C. Lavial             | LCR            | 1            | 0            |             |             |  |
|                |                       |                |              |              |             |             |  |
| Inscrits       | Inscrits              | Inscrits       | 60 905       | 100,00       | 61 037      | 100,00      |  |
| Abstentions    | Abstentions           | Abstentions    | 10 459       | 17,17        | 9 163       | 15,01       |  |
| Votants        | Votants               | Votants        | 50 446       | 82,83        | 51 874      | 84,99       |  |
| Blancs et nuls | Blancs et nuls        | Blancs et nuls | 850          | 1,68         | 787         | 1,52        |  |
| Exprimés       | Exprimés              | Exprimés       | 49 596       | 98,32        | 51 087      | 98,48       |  |

Le suppléant de Jacques Lavédrine était Pierre Bouchaudy, médecin rural, Premier Vice-Président du Conseil général, maire de Tauves.

### Élections de 1981
|                | Jacques Lavédrine sortant réélu | PS             | 22 392 | 50,78  |  |  |  |
|                | Pierre Pascallon                | RPR (UNM)      | 15 270 | 34,63  |  |  |  |
|                | Daniel Mialon                   | PCF            | 5 634  | 12,78  |  |  |  |
|                | Marie-Christine Bourry          | LO             | 800    | 1,81   |  |  |  |
|                | J.-P. Pradier                   | Divers droite  | 4      | 0,01   |  |  |  |
|                |                                 |                |        |        |  |  |  |
| Inscrits       | Inscrits                        | Inscrits       | 63 209 | 100,00 |  |  |  |
| Abstentions    | Abstentions                     | Abstentions    | 18 469 | 29,22  |  |  |  |
| Votants        | Votants                         | Votants        | 44 740 | 70,78  |  |  |  |
| Blancs et nuls | Blancs et nuls                  | Blancs et nuls | 640    | 1,43   |  |  |  |
| Exprimés       | Exprimés                        | Exprimés       | 44 100 | 98,57  |  |  |  |

Le suppléant de Jacques Lavédrine était Pierre Bouchaudy.

### Élections de 1988
|                | Valéry Giscard d'Estaing élu | UDF (PR) (URC) | 26 585 | 58,64  |  |  |  |
|                | Gérard Semetin               | PS             | 13 848 | 30,54  |  |  |  |
|                | Maurice Vigier               | PCF            | 2 579  | 5,69   |  |  |  |
|                | Hubert Munier                | FN             | 2 325  | 5,13   |  |  |  |
|                |                              |                |        |        |  |  |  |
| Inscrits       | Inscrits                     | Inscrits       | 66 584 | 100,00 |  |  |  |
| Abstentions    | Abstentions                  | Abstentions    | 20 453 | 30,72  |  |  |  |
| Votants        | Votants                      | Votants        | 46 131 | 69,28  |  |  |  |
| Blancs et nuls | Blancs et nuls               | Blancs et nuls | 794    | 1,72   |  |  |  |
| Exprimés       | Exprimés                     | Exprimés       | 45 337 | 98,28  |  |  |  |

Le suppléant de Valéry Giscard d'Estaing était Claude Wolff.

### Élection partielle de 1990
(Démission de Valéry Giscard d'Estaing, président du conseil régional d'Auvergne et député au Parlement européen).
| Candidat          | Candidat           | Parti          | Premier tour | Premier tour | Second tour | Second tour |  |
| Candidat          | Candidat           | Parti          | Voix         | %            | Voix        | %           |  |
| ----------------- | ------------------ | -------------- | ------------ | ------------ | ----------- | ----------- |  |
|                   | Claude Wolff élu   | UDF (PR)       | 14 845       | 50,67        | 18 232      | 64,87       |  |
|                   | Gérard Sémetin     | PS             | 7 223        | 24,65        | 9 871       | 35,13       |  |
|                   | Claude Jaffrès     | FN             | 3 482        | 11,88        |             |             |  |
|                   | Catherine Bousseau | Les Verts      | 2 715        | 9,26         |             |             |  |
|                   | Maurice Vigier     | PCF            | 1 031        | 3,51         |             |             |  |
|                   |                    |                |              |              |             |             |  |
| Inscrits          | Inscrits           | Inscrits       | 66 292       | 100,00       | 66 286      | 100,00      |  |
| Abstentions       | Abstentions        | Abstentions    | 36 212       | 54,62        | 36 490      | 55,05       |  |
| Votants           | Votants            | Votants        | 30 080       | 45,38        | 29 796      | 44,95       |  |
| Blancs et nuls    | Blancs et nuls     | Blancs et nuls | 784          | 2,61         | 1 693       | 5,68        |  |
| Exprimés          | Exprimés           | Exprimés       | 29 296       | 97,39        | 28 103      | 94,32       |  |
| Source : Le Monde |                    |                |              |              |             |             |  |

### Élections de 1993
|                | Valéry Giscard d'Estaing élu | UDF (PR)       | 25 228 | 54,76  |  |  |  |
|                | Alain Bardot                 | PS (ADFP)      | 7 598  | 16,49  |  |  |  |
|                | Marc Saumureau               | Les Verts (EÉ) | 4 240  | 9,20   |  |  |  |
|                | Claude Jaffrès               | FN             | 3 887  | 8,44   |  |  |  |
|                | Maurice Vigier               | PCF            | 2 509  | 5,45   |  |  |  |
|                | Gilles Baverel               | LT-LNÉ         | 1 520  | 3,30   |  |  |  |
|                | Jean-Marc Miguet             | diss. PS       | 1 089  | 2,36   |  |  |  |
|                |                              |                |        |        |  |  |  |
| Inscrits       | Inscrits                     | Inscrits       | 68 031 | 100,00 |  |  |  |
| Abstentions    | Abstentions                  | Abstentions    | 18 651 | 27,42  |  |  |  |
| Votants        | Votants                      | Votants        | 49 380 | 72,58  |  |  |  |
| Blancs et nuls | Blancs et nuls               | Blancs et nuls | 3 309  | 6,7    |  |  |  |
| Exprimés       | Exprimés                     | Exprimés       | 46 071 | 93,3   |  |  |  |

Le suppléant de Valéry Giscard d'Estaing était Claude Wolff.

### Élections de 1997
| Candidat       | Candidat                               | Parti          | Premier tour | Premier tour | Second tour | Second tour |  |
| Candidat       | Candidat                               | Parti          | Voix         | %            | Voix        | %           |  |
| -------------- | -------------------------------------- | -------------- | ------------ | ------------ | ----------- | ----------- |  |
|                | Valéry Giscard d'Estaing sortant réélu | UDF (PR)       | 15 542       | 34,64        | 25 147      | 53,8        |  |
|                | Danielle Auroi                         | Les Verts (PS) | 13 208       | 29,44        | 21 593      | 46,2        |  |
|                | Serge Teillot                          | Divers droite  | 5 089        | 11,34        |             |             |  |
|                | Claude Jaffrès                         | FN             | 3 420        | 7,62         |             |             |  |
|                | Michel Dugay                           | PCF            | 2 894        | 6,45         |             |             |  |
|                | Marc-Antoine Sabatier                  | LDI (MPF)      | 1 517        | 3,38         |             |             |  |
|                | Jean-Michel Lavigne                    | GÉ             | 1 175        | 2,62         |             |             |  |
|                | Claude Bernard                         | MÉI            | 925          | 2,06         |             |             |  |
|                | Jean-Marc Miguet                       | MDC            | 843          | 1,88         |             |             |  |
|                | Annie Roucher                          | MDR            | 248          | 0,55         |             |             |  |
|                |                                        |                |              |              |             |             |  |
| Inscrits       | Inscrits                               | Inscrits       | 68 857       | 100,00       | 68 848      | 100,00      |  |
| Abstentions    | Abstentions                            | Abstentions    | 21 479       | 31,19        | 19 400      | 28,18       |  |
| Votants        | Votants                                | Votants        | 47 378       | 68,81        | 49 448      | 71,82       |  |
| Blancs et nuls | Blancs et nuls                         | Blancs et nuls | 2 517        | 5,31         | 2 708       | 5,48        |  |
| Exprimés       | Exprimés                               | Exprimés       | 44 861       | 94,69        | 46 740      | 94,52       |  |

La suppléante de Valéry Giscard d'Estaing était Paule Oudot, professeur de maths-physique, proviseure de lycée professionnel à Clermont-Ferrand.

### Élections de 2002
| Candidat       | Candidat                    | Parti            | Premier tour | Premier tour | Second tour | Second tour |  |
| Candidat       | Candidat                    | Parti            | Voix         | %            | Voix        | %           |  |
| -------------- | --------------------------- | ---------------- | ------------ | ------------ | ----------- | ----------- |  |
|                | Danielle Auroi              | Les Verts (PS)   | 13 109       | 27,09        | 19 715      | 46,25       |  |
|                | Louis Giscard d'Estaing élu | UMP              | 11 907       | 24,61        | 22 913      | 53,75       |  |
|                | Jean-Marc Boyer             | UDF              | 9 590        | 19,82        | Retrait     | Retrait     |  |
|                | Dominique Turpin            | Divers droite    | 5 734        | 11,85        |             |             |  |
|                | Marie-Christine Guibert     | FN               | 2 380        | 4,92         |             |             |  |
|                | Gérard Bohner               | LCR              | 1 409        | 2,91         |             |             |  |
|                | Christine Crégut            | PCF              | 1 233        | 2,55         |             |             |  |
|                | Jean-Marc Miguet            | Pôle républicain | 885          | 1,83         |             |             |  |
|                | Claude Dufour               | LO               | 581          | 1,2          |             |             |  |
|                | Aline Marcelin              | Divers           | 516          | 1,07         |             |             |  |
|                | Claude Jaffrès              | MNR              | 501          | 1,04         |             |             |  |
|                | Véronique Barragan          | CPNT             | 382          | 0,79         |             |             |  |
|                | Régis Grignon               | Divers gauche    | 161          | 0,33         |             |             |  |
|                | Michel Foresti              | Divers droite    | 0            | 0            |             |             |  |
|                |                             |                  |              |              |             |             |  |
| Inscrits       | Inscrits                    | Inscrits         | 71 772       | 100,00       | 71 771      | 100,00      |  |
| Abstentions    | Abstentions                 | Abstentions      | 22 472       | 31,31        | 26 636      | 37,11       |  |
| Votants        | Votants                     | Votants          | 49 300       | 68,69        | 45 135      | 62,89       |  |
| Blancs et nuls | Blancs et nuls              | Blancs et nuls   | 912          | 1,85         | 2 507       | 5,55        |  |
| Exprimés       | Exprimés                    | Exprimés         | 48 388       | 98,15        | 42 628      | 94,45       |  |

Le suppléant de Louis Giscard d'Estaing était Serge Teillot, conseiller régional d'Auvergne.

### Élections de 2007
| Candidat       | Candidat                              | Parti                       | Premier tour | Premier tour | Second tour | Second tour |  |
| Candidat       | Candidat                              | Parti                       | Voix         | %            | Voix        | %           |  |
| -------------- | ------------------------------------- | --------------------------- | ------------ | ------------ | ----------- | ----------- |  |
|                | Louis Giscard d'Estaing sortant réélu | UMP                         | 20 549       | 44,64        | 23 790      | 53,09       |  |
|                | Mireille Lacombe                      | PS                          | 9 864        | 21,43        | 21 023      | 46,91       |  |
|                | Alain Brochet                         | Divers gauche               | 5 057        | 10,99        |             |             |  |
|                | Jean-Philippe Valentin                | UDF–MoDem                   | 4 178        | 9,08         |             |             |  |
|                | Odile Vignal                          | Les Verts                   | 1 193        | 2,59         |             |             |  |
|                | Michel Bidault                        | Extrême gauche (LCR)        | 927          | 2,01         |             |             |  |
|                | Christine Thomas                      | PCF                         | 920          | 2,00         |             |             |  |
|                | Marie-Christine Guibert               | FN                          | 861          | 1,87         |             |             |  |
|                | Jean-Michel Duclos                    | Extrême gauche (GA)         | 818          | 1,78         |             |             |  |
|                | Claude Jaffres                        | MPF                         | 523          | 1,14         |             |             |  |
|                | Olivier Guillet                       | Divers (LFA)                | 328          | 0,71         |             |             |  |
|                | Claude Dufour                         | Extrême gauche (LO)         | 293          | 0,64         |             |             |  |
|                | Marie-Anne Salazar                    | Divers écologiste (LT–MHAN) | 272          | 0,59         |             |             |  |
|                | Jean-Marc Miguet                      | Divers gauche (MRC)         | 135          | 0,29         |             |             |  |
|                | Christophe Bard                       | Divers (HR)                 | 110          | 0,24         |             |             |  |
|                |                                       |                             |              |              |             |             |  |
| Inscrits       | Inscrits                              | Inscrits                    | 74 603       | 100,00       | 74 696      | 100,00      |  |
| Abstentions    | Abstentions                           | Abstentions                 | 27 798       | 37,26        | 28 333      | 37,93       |  |
| Votants        | Votants                               | Votants                     | 46 805       | 62,74        | 46 363      | 62,07       |  |
| Blancs et nuls | Blancs et nuls                        | Blancs et nuls              | 777          | 1,66         | 1 550       | 3,34        |  |
| Exprimés       | Exprimés                              | Exprimés                    | 46 028       | 98,34        | 44 813      | 96,66       |  |

### Élections de 2012
| Candidat       | Candidat                        | Parti          | Premier tour | Premier tour | Second tour | Second tour |  |
| Candidat       | Candidat                        | Parti          | Voix         | %            | Voix        | %           |  |
| -------------- | ------------------------------- | -------------- | ------------ | ------------ | ----------- | ----------- |  |
|                | Louis Giscard d'Estaing sortant | UMP            | 20 426       | 39,36        | 25 979      | 49,08       |  |
|                | Danielle Auroi élue             | EÉLV (PS)      | 18 901       | 36,42        | 26 958      | 50,92       |  |
|                | Patricia Guilhot                | FG (PG) (PCF)  | 4 192        | 8,08         |             |             |  |
|                | Marie-Christine Guibert         | RBM (FN)       | 3 929        | 7,57         |             |             |  |
|                | Stanislas Renié                 | CpF (MoDem)    | 1 313        | 2,53         |             |             |  |
|                | Philippe Gorce                  | MRC            | 1 109        | 2,14         |             |             |  |
|                | Gérard Weil                     | MOC            | 563          | 1,08         |             |             |  |
|                | Chantal Guillaumin              | LT-LNÉ         | 536          | 1,03         |             |             |  |
|                | Carole Saby                     | AÉI            | 302          | 0,58         |             |             |  |
|                | Michèle Aldon                   | NPA            | 253          | 0,49         |             |             |  |
|                | Claude Dufour                   | LO             | 242          | 0,47         |             |             |  |
|                | Arnaud Beils                    | S&P            | 125          | 0,24         |             |             |  |
|                |                                 |                |              |              |             |             |  |
| Inscrits       | Inscrits                        | Inscrits       | 86 568       | 100,00       | 86 560      | 100,00      |  |
| Abstentions    | Abstentions                     | Abstentions    | 33 870       | 39,13        | 32 357      | 37,38       |  |
| Votants        | Votants                         | Votants        | 52 698       | 60,87        | 54 203      | 62,62       |  |
| Blancs et nuls | Blancs et nuls                  | Blancs et nuls | 807          | 1,53         | 1 266       | 2,34        |  |
| Exprimés       | Exprimés                        | Exprimés       | 51 891       | 98,47        | 52 937      | 97,66       |  |

### Élections de 2017
|                                                                              |                                                                                 |                           |                           |                          |                          |
|                                                                              |                                                                                 | Premier tour 11 juin 2017 | Premier tour 11 juin 2017 | Second tour 18 juin 2017 | Second tour 18 juin 2017 |
|                                                                              |                                                                                 |                           |                           |                          |                          |
|                                                                              |                                                                                 | Nombre                    | % des inscrits            | Nombre                   | % des inscrits           |
| Inscrits                                                                     | Inscrits                                                                        | 89 004                    | 100,00                    | 89 003                   | 100,00                   |
| Abstentions                                                                  | Abstentions                                                                     | 40 482                    | 45,48                     | 47 607                   | 53,49                    |
| Votants                                                                      | Votants                                                                         | 48 522                    | 54,52                     | 41 396                   | 46,51                    |
|                                                                              |                                                                                 |                           | % des votants             |                          | % des votants            |
| Bulletins blancs                                                             | Bulletins blancs                                                                | 582                       | 1,20                      | 3 619                    | 8,74                     |
| Bulletins nuls                                                               | Bulletins nuls                                                                  | 283                       | 0,58                      | 1 478                    | 3,57                     |
| Suffrages exprimés                                                           | Suffrages exprimés                                                              | 47 657                    | 98,22                     | 36 299                   | 87,69                    |
|                                                                              |                                                                                 |                           |                           |                          |                          |
| Candidat Étiquette politique (partis et alliances)                           | Candidat Étiquette politique (partis et alliances)                              | Voix                      | % des exprimés            | Voix                     | % des exprimés           |
|                                                                              |                                                                                 |                           |                           |                          |                          |
|                                                                              | Laurence Vichnievsky Mouvement démocrate (La République en marche)              | 18 384                    | 38,58                     | 20 333                   | 56,02                    |
|                                                                              | Louis Giscard d'Estaing Union des démocrates et indépendants (Les Républicains) | 10 043                    | 21,07                     | 15 966                   | 43,98                    |
|                                                                              | Marc Chovin La France insoumise                                                 | 5 683                     | 11,92                     |                          |                          |
|                                                                              | Nicolas Bonnet Europe Écologie Les Verts (Parti socialiste)                     | 5 260                     | 11,04                     |                          |                          |
|                                                                              | Anne-Marie Carta Front national                                                 | 3 234                     | 6,79                      |                          |                          |
|                                                                              | Christophe Serre Les Républicains (Les Républicains diss.)                      | 2 789                     | 5,85                      |                          |                          |
|                                                                              | Christine Thomas Parti communiste français                                      | 1 307                     | 2,74                      |                          |                          |
|                                                                              | Corinne Neveux Debout la France                                                 | 484                       | 1,02                      |                          |                          |
|                                                                              | Josiane Mainville Lutte ouvrière                                                | 237                       | 0,50                      |                          |                          |
|                                                                              | Maëlig Le Guern Divers (Union populaire républicaine)                           | 236                       | 0,50                      |                          |                          |
| Source : Ministère de l'Intérieur - Troisième circonscription du Puy-de-Dôme |                                                                                 |                           |                           |                          |                          |

### Élections de 2022
|                                                    |                                                               |                           |                           |                          |                          |
|                                                    |                                                               | Premier tour 12 juin 2022 | Premier tour 12 juin 2022 | Second tour 19 juin 2022 | Second tour 19 juin 2022 |
|                                                    |                                                               |                           |                           |                          |                          |
|                                                    |                                                               | Nombre                    | % des inscrits            | Nombre                   | % des inscrits           |
| Inscrits                                           | Inscrits                                                      | 89 886                    | 100,00                    | 89 903                   | 100,00                   |
| Abstentions                                        | Abstentions                                                   | 40 981                    | 45,59                     | 42 760                   | 47,56                    |
| Votants                                            | Votants                                                       | 48 905                    | 54,41                     | 47 143                   | 52,44                    |
|                                                    |                                                               |                           | % des votants             |                          | % des votants            |
| Bulletins blancs                                   | Bulletins blancs                                              | 815                       | 0,91                      | 2 522                    | 2,81                     |
| Bulletins nuls                                     | Bulletins nuls                                                | 346                       | 0,38                      | 1 221                    | 1,36                     |
| Suffrages exprimés                                 | Suffrages exprimés                                            | 47 744                    | 53,12                     | 43 400                   | 48,27                    |
|                                                    |                                                               |                           |                           |                          |                          |
| Candidat Étiquette politique (partis et alliances) | Candidat Étiquette politique (partis et alliances)            | Voix                      | % des exprimés            | Voix                     | % des exprimés           |
|                                                    |                                                               |                           |                           |                          |                          |
|                                                    | Nicolas Bonnet Nouvelle Union populaire écologique et sociale | 14 363                    | 30,08                     | 20 358                   | 46,91                    |
|                                                    | Laurence Vichnievsky (députée sortante) Ensemble              | 13 525                    | 28,33                     | 23 042                   | 53,09                    |
|                                                    | Marie-Anne Marchis Les Républicains                           | 6 839                     | 14,32                     |                          |                          |
|                                                    | Françoise Batisson Rassemblement national                     | 5 759                     | 12,06                     |                          |                          |
|                                                    | Florence Lhermet Parti radical de gauche                      | 2 045                     | 4,28                      |                          |                          |
|                                                    | Mathilde Henry Reconquête                                     | 1 580                     | 3,31                      |                          |                          |
|                                                    | Richard Bony Divers gauche                                    | 1 186                     | 2,48                      |                          |                          |
|                                                    | Cédic Othily Parti animaliste                                 | 817                       | 1,71                      |                          |                          |
|                                                    | Elisabeth Watremez Le Mouvement de la ruralité                | 660                       | 1,38                      |                          |                          |
|                                                    | Sophie Lavier Debout la France                                | 531                       | 1,11                      |                          |                          |
|                                                    | Marie Savre Lutte ouvrière                                    | 439                       | 0,92                      |                          |                          |

### Élections de 2024
| Candidat                 | Candidat                      | Parti et coalition       | Nuance                   | Premier tour | Premier tour | Second tour | Second tour |
| Candidat                 | Candidat                      | Parti et coalition       | Nuance                   | Voix         | %            | Voix        | %           |
| ------------------------ | ----------------------------- | ------------------------ | ------------------------ | ------------ | ------------ | ----------- | ----------- |
|                          | Nicolas Bonnet élu            | LÉ (NFP)                 | UG                       | 20 470       | 31,72        | 23 815      | 37,12       |
|                          | Laurence Vichnievsky sortante | MoDem (ENS)              | ENS                      | 16 800       | 26,03        | 21 524      | 33,55       |
|                          | Nadine Pers                   | RN                       | RN                       | 16 735       | 25,93        | 18 822      | 29,34       |
|                          | Marie-Anne Marchis            | LR                       | LR                       | 8 863        | 13,73        |             |             |
|                          | Marie Savre                   | LO                       | EXG                      | 759          | 1,18         |             |             |
|                          | Patrick Finotto               | REC                      | REC                      | 573          | 0,89         |             |             |
|                          | Louis Dupic                   | SE                       | DVD                      | 277          | 0,43         |             |             |
|                          | René Ondet                    | SE                       | DVG                      | 64           | 0,10         |             |             |
|                          |                               |                          |                          |              |              |             |             |
| Suffrages exprimés       | Suffrages exprimés            | Suffrages exprimés       | Suffrages exprimés       | 64 541       | 97,41        | 64 161      | 96,92       |
| Votes blancs             | Votes blancs                  | Votes blancs             | Votes blancs             | 1 154        | 1,74         | 1 503       | 2,27        |
| Votes nuls               | Votes nuls                    | Votes nuls               | Votes nuls               | 562          | 0,85         | 534         | 0,81        |
| Total                    | Total                         | Total                    | Total                    | 66 257       | 100          | 66 198      | 100         |
| Abstention               | Abstention                    | Abstention               | Abstention               | 23 937       | 26,54        | 23 993      | 26,60       |
| Inscrits / participation | Inscrits / participation      | Inscrits / participation | Inscrits / participation | 90 194       | 73,46        | 90 191      | 73,39       |

#### Département du Puy-de-Dôme
- La fiche de l'INSEE de cette circonscription : « Tableaux et Analyses de la troisième circonscription du Puy-de-Dôme », sur insee.fr, site de l'Institut national de la statistique et des études économiques (consulté le 10 juin 2007) [PDF]
- « Tous les députés du département du Puy-de-Dôme depuis 1789 », sur assemblee-nationale.fr, site de l'Assemblée nationale française (consulté le 10 juin 2007)
- « Informations contentieuses sur le département du Puy-de-Dôme (Élections législatives de 2002) »(Archive.org • Wikiwix • Archive.is • Google • Que faire ?), sur conseil-constitutionnel.fr, site du Conseil constitutionnel (consulté le 13 juin 2007)

#### Circonscriptions en France
- « Carte des circonscriptions législatives dans le Puy-de-Dôme », sur assemblee-nationale.fr, site de l'Assemblée nationale française (consulté le 5 janvier 2018)

- « Résultats électoraux officiels en France »(Archive.org • Wikiwix • Archive.is • Google • Que faire ?), sur interieur.gouv.fr, site du ministère de l'Intérieur (France) (consulté le 13 juin 2007)

- Description et Atlas des circonscriptions électorales de France sur http://www.atlaspol.com, Atlaspol, site de cartographie géopolitique, consulté le 13 juin 2007.